# Maquettes van Maastricht

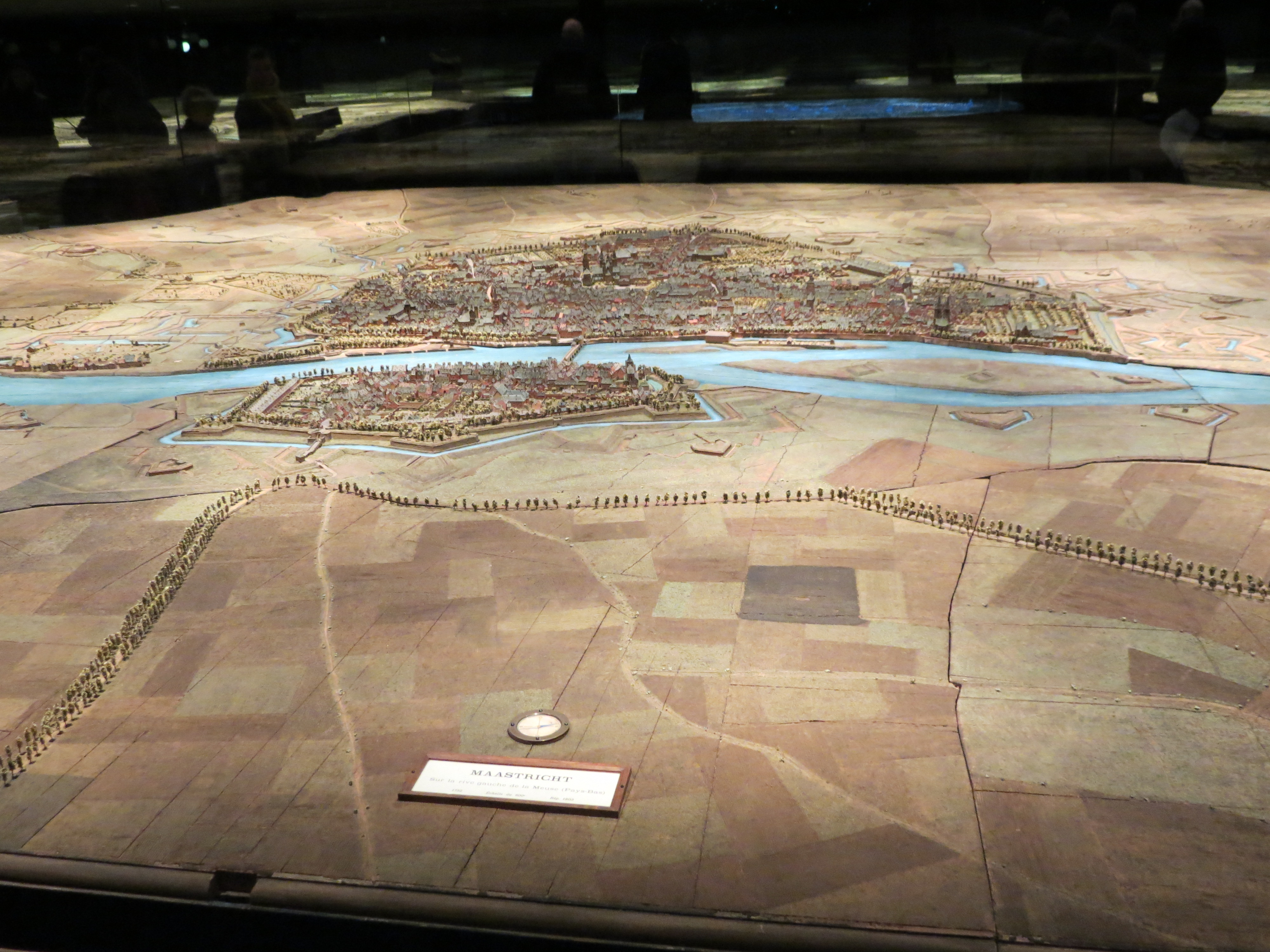
De Franse maquette van Maastricht in het Museum voor Schone Kunsten te Rijsel, na de restauratie in 2019

De maquettes van Maastricht zijn een aantal maquettes of schaalmodellen van de Nederlandse vestingstad Maastricht. De bekendste is de in het midden van de achttiende eeuw uit militair oogpunt vervaardigde Franse of 'Parijse' maquette. Deze werd ruim twee eeuwen in Parijs bewaard, maar bevindt zich sinds 1991 in Rijsel. In Maastricht is sinds 1977 een kopie van deze maquette te zien. Sinds 1999 wordt tevens gewerkt aan een gedetailleerde maquette van de vesting Maastricht in 1867, maar deze is nog onvoltooid.

## Geschiedenis

### Maquettebouw in Frankrijk
De Franse maquette van Maastricht werd in de periode 1748-1752 in opdracht van koning Lodewijk XV gebouwd als onderdeel van een onder Lodewijk XIV begonnen militair project, dat erin voorzag om alle belangrijke vestingen in en rondom Frankrijk driedimensionaal in kaart te brengen. Doel was het bestuderen van de vestingen en het makkelijker kunnen bepalen van een militaire strategie in geval van oorlog. In totaal zijn in de loop van de zeventiende, achttiende en negentiende eeuw ongeveer 260 maquettes gebouwd, waarvan er nog 102 over zijn. De meeste maquettes dateren uit de achttiende eeuw. De oudste, uit 1668, is van de havenstad Duinkerke. De maquettes van Brest en Luxemburg zijn gebouwd in de tijd van Napoleon Bonaparte, terwijl de laatste maquettes (o.a. Sebastopol) pas rond 1870 werden gebouwd, toen de meeste vestingen al waren opgeheven. De maquettes variëren in grootte van 0,2 m² (de forten van Artigues en Lamalgue) tot 160 m² (Cherbourg-Octeville).
De maquettes stonden oorspronkelijk opgesteld in het Tuilerieënpaleis in Parijs. Vanaf 1777 werd de collectie overgebracht naar het Hôtel des Invalides. In 1943 werd het Musée des Plans-Reliefs opgericht en kon het publiek de maquettes voor het eerst bezichtigen. Sinds 1991 is de collectie gesplitst: de maquettes van een vijftiental Noord-Franse en Zuid-Nederlandse steden, waaronder die van Maastricht, zijn overgebracht naar het Museum voor Schone Kunsten in Rijsel, de rest bevindt zich nog steeds in het Musée des Plans-Reliefs in Parijs.

### Bouw van de Franse maquette
Tijdens de Franse bezetting van Maastricht (1673-1678) was in opdracht van Lodewijk XIV een eerste maquette van de strategische belangrijke vestingstad gebouwd. Deze is later verloren gegaan. Aan het einde van de Oostenrijkse Successieoorlog was Maastricht opnieuw korte tijd bezet door Franse troepen, dit keer die van Lodewijk XV. Na de Slag bij Lafelt in 1747 werden zowel Maastricht als Bergen op Zoom ingenomen. De Fransen besloten om van beide vestingsteden maquettes te maken. Bij de Vrede van Aken deed Frankrijk afstand van een deel van zijn veroveringen, waaronder Maastricht en Bergen op Zoom, maar de maquettes werden toch afgebouwd. De Maastrichtse maquette is gebouwd onder leiding van de Franse militaire ingenieur Jean-Baptiste Larcher d'Aubencourt, die de opmetingen verrichtte. Van Larcher d'Aubencourt zijn tevens enkele zeer gedetailleerde plattegronden van Maastricht bewaard gebleven. De maquette van Maastricht en zijn uitgebreide gordel van vestingwerken is gebouwd op dertien tafels en behoort met zijn 40 m² (580 x 689 cm) tot de middelgrote maquettes. De schaal is, zoals bij de meeste plan-reliefs, 1:600. In 1803, 1976-1977 en 2018-2019 werd de maquette gerestaureerd.

### Kopie van de Franse maquette
In 1972-1973 werd ter gelegenheid van de heropening van het gerenoveerde Bonnefantenmuseum – toen nog gevestigd in het Bonnefantenklooster – de 'Parijse' maquette van Maastricht uit 1752 tentoongesteld. De tentoonstelling trok 28.000 bezoekers. Na de terugkeer van de maquette naar Parijs besloten enkele Maastrichtenaren dat er een kopie van de maquette moest komen. Daarvoor moest toestemming worden verkregen van de Franse overheid. Van 1974 tot 1977 werd in de Centrale Werkplaats Instructiemiddelen in de Trip van Zoutlandtkazerne te Breda gewerkt aan een nauwgezette kopie van het centrale deel van de Franse maquette (de stad zelf). Dit deel werd op 26 maart 1977 door Minister van Defensie Bram Stemerdink overgedragen aan de stad Maastricht. In 1981-1982 werden ook de ommelanden nauwgezet gekopieerd van de Franse maquette.
Het centrale deel van de kopie was aanvankelijk te zien in de hal van het Stadhuis van Maastricht. Van 1979 tot 1990 maakte de maquette deel uit van de vaste collectie van het Bonnefantenmuseum. Nadat dit museum in 1990 haar historische en archeologische collectie had afgestoten en zich nog uitsluitend op oude en moderne kunst ging toeleggen, vond de kopie van de maquette onderdak in het Centre Céramique, sinds 2023 als onderdeel van het Maastricht Museum. Wegens ruimtegebrek wordt doorgaans alleen het centrale deel van de maquette (4 x 4,5 m) tentoongesteld. De maquette is eigendom van de Stichting Maquette Maastricht. 
- NOS-filmpje over de bouw van de maquette, 1977

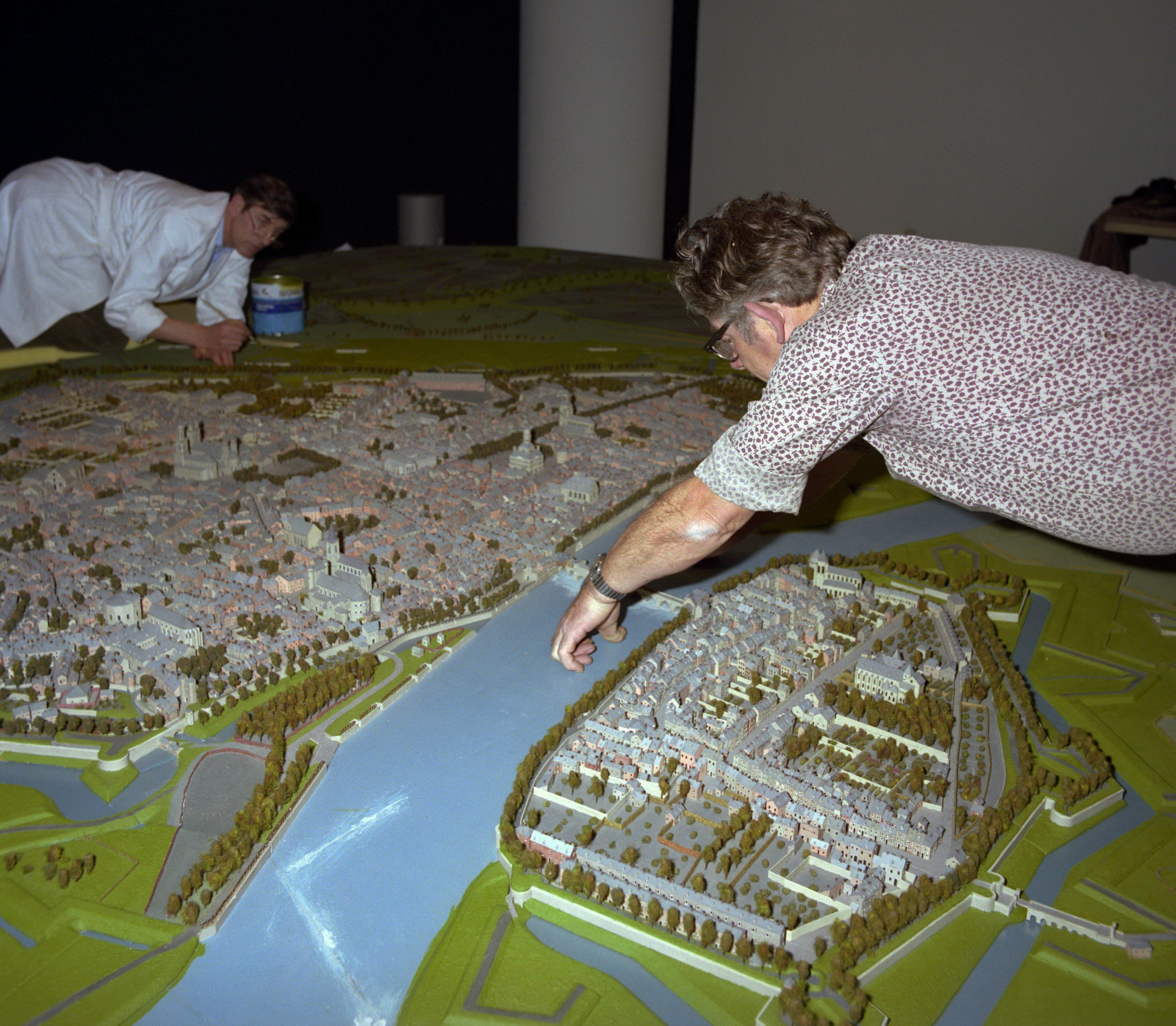
Afwerking van het centrale deel van de maquette in Breda, 1977
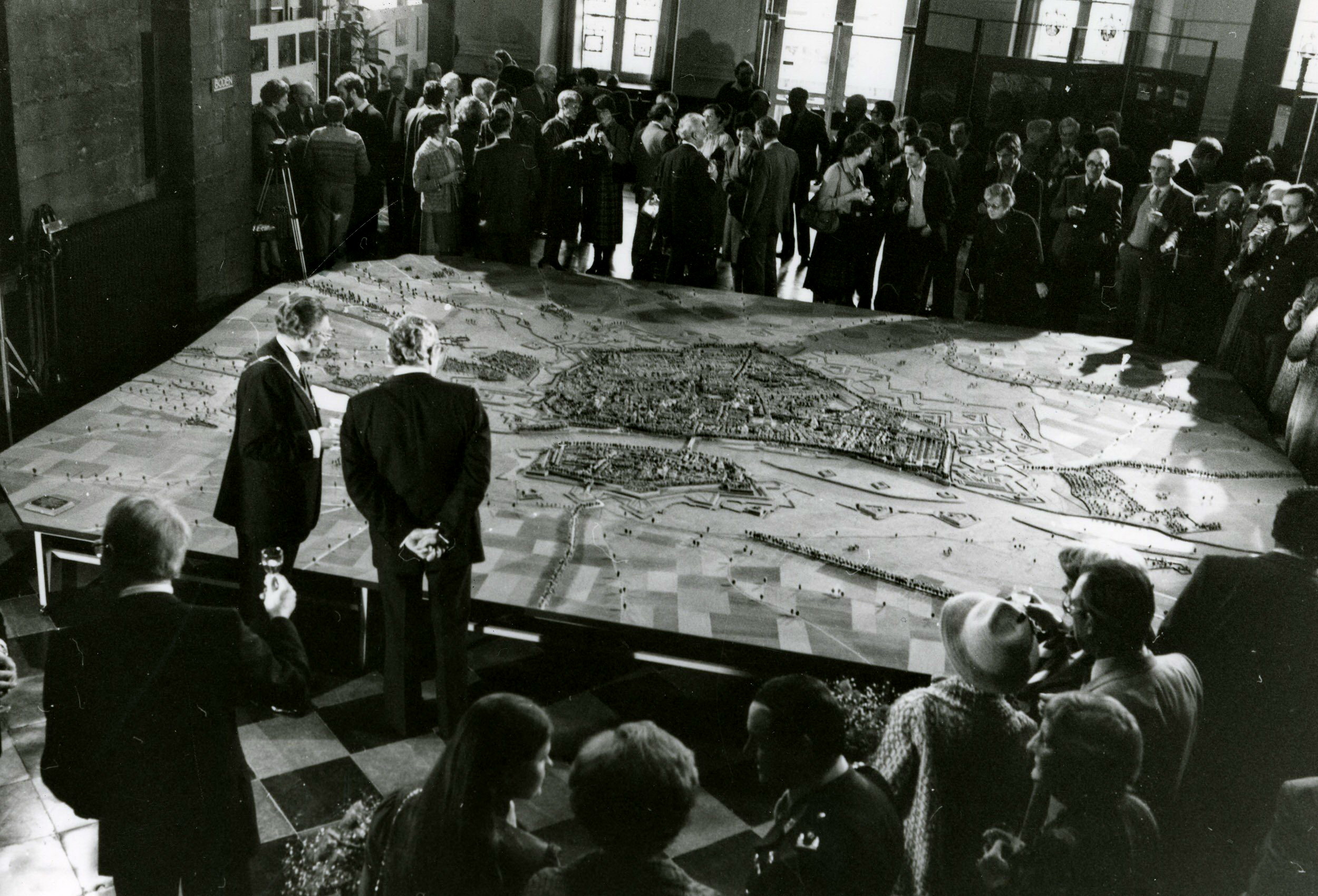
Overdracht van de maquette in het Stadhuis van Maastricht, 1977
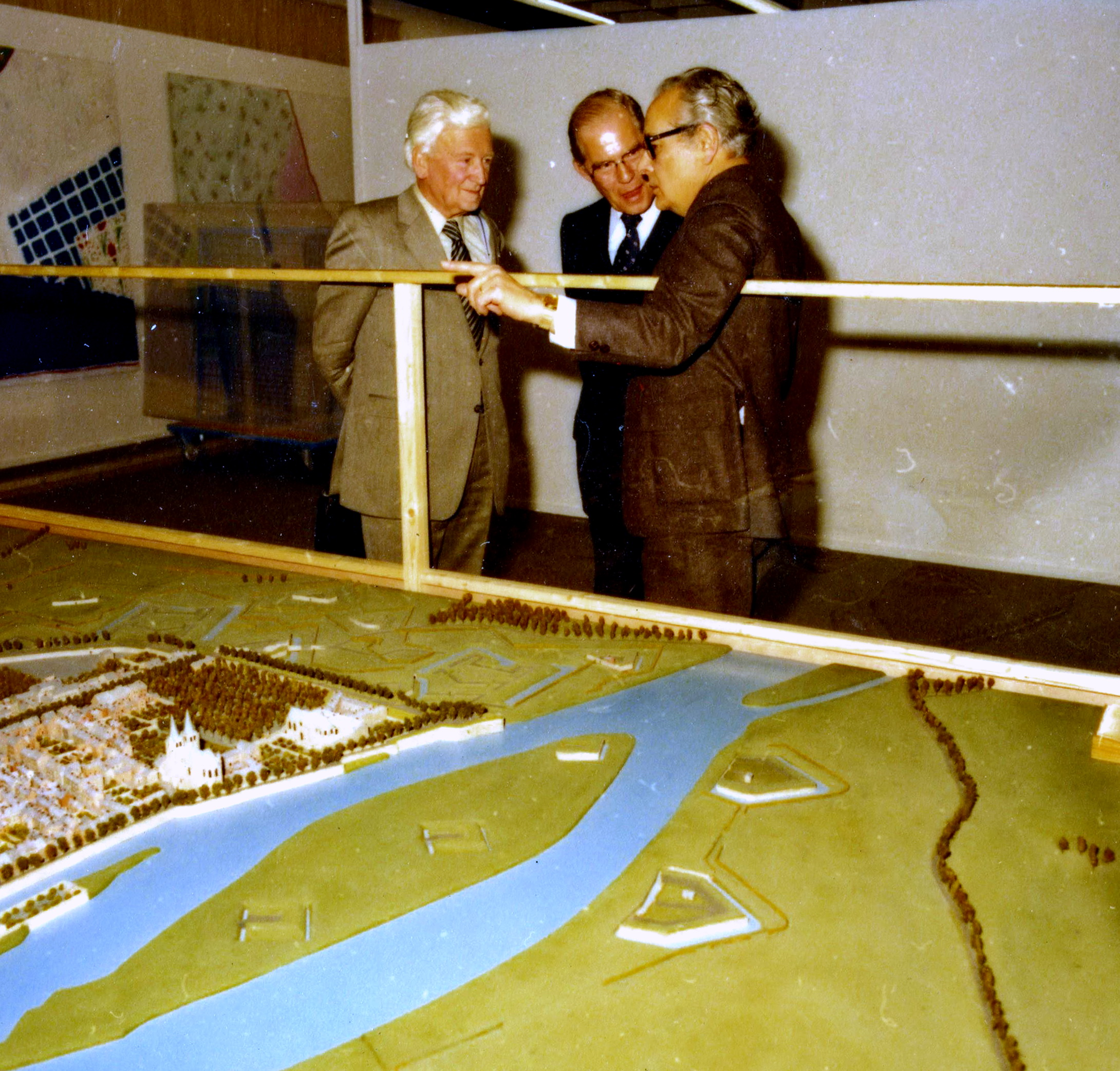
Presentatie van de maquette in het Bonnefantenmuseum, 1979

### Maquette Maastricht 1867

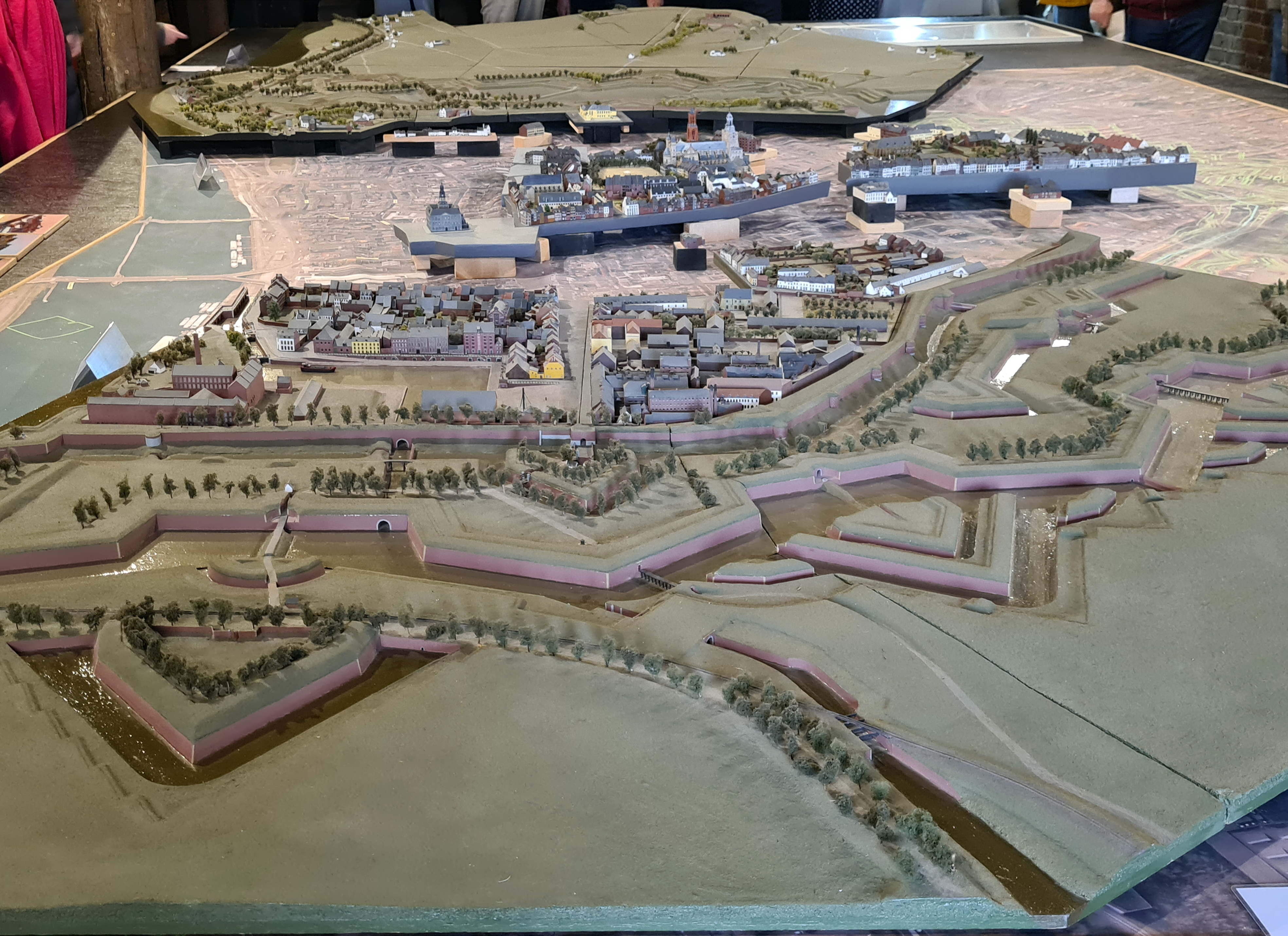
Deels voltooide maquette Maastricht 1867

De bouw van de kopie van de Franse maquette van Maastricht inspireerde een groep Maastrichtenaren om een nieuwe maquette te maken. Initiatiefnemer was de kunstenaar en maquettebouwer Paul Tieman. In 1999 werd de Stichting Maastricht 1867 opgericht, die zich ten doel stelt een maquette van Maastricht in het jaar 1867 te maken, het jaar waarin de vesting Maastricht officieel werd opgeheven. De schaal van deze maquette is 1:500, iets gedetailleerder dan de Franse maquette. De totale oppervlakte is met 30 m² kleiner, omdat minder buitengebied wordt nagebouwd. In 2015 is een vaste opstelling geopend in het mouthuis van Stoombierbrouwerij De Keyzer in de Wycker Grachtstraat, waar de incomplete maquette een hele verdieping in beslag neemt. Anno 2023 werken er negen personen aan het project: drie onderzoekers en zes bouwers. De onderzoekers doen intensief archiefwerk om de bebouwing zo getrouw mogelijk te kunnen weergeven. Het werk zal naar verwachting nog tientallen jaren in beslag nemen. Van het op de linker Maasoever gelegen stadsdeel ('Maastricht') is in 2023 qua oppervlakte circa 40% gereed, hoewel van de arbeidsintensieve binnenstedelijke bebouwing nog maar een kleiner deel is gerealiseerd.

### Overige maquettes
Een minder bekende maquette is de circa 20 m² grote stadsmaquette die in de jaren 1950 onder leiding van broeder Sigismund Tagage F.I.C. (onder andere schatbewaarder van de schatkamer van de Sint-Servaasbasiliek) tot stand kwam. Deze maquette geeft niet consequent de situatie in één bepaalde periode weer en is daardoor vanuit historisch oogpunt minder interessant. Nadat de kopie van de Franse maquette gereed was gekomen, raakte de maquette van Tagage in de vergetelheid. De kunstenaar en maquettebouwer Paul Tieman besloot de verwaarloosde maquette in 1990 te restaureren. In 2015 werd ze in een vitrine van het poortgebouw van klooster De Beyart permanent tentoongesteld.
In het Vestingmuseum Maastricht, gevestigd in de dertiende-eeuwse Helpoort, is sinds 2021 eveneens een maquette te zien. Deze is gebouwd door vrijwilligers van de Stichting Maastricht Vestingstad en is vooral gericht op de vestingwerken.

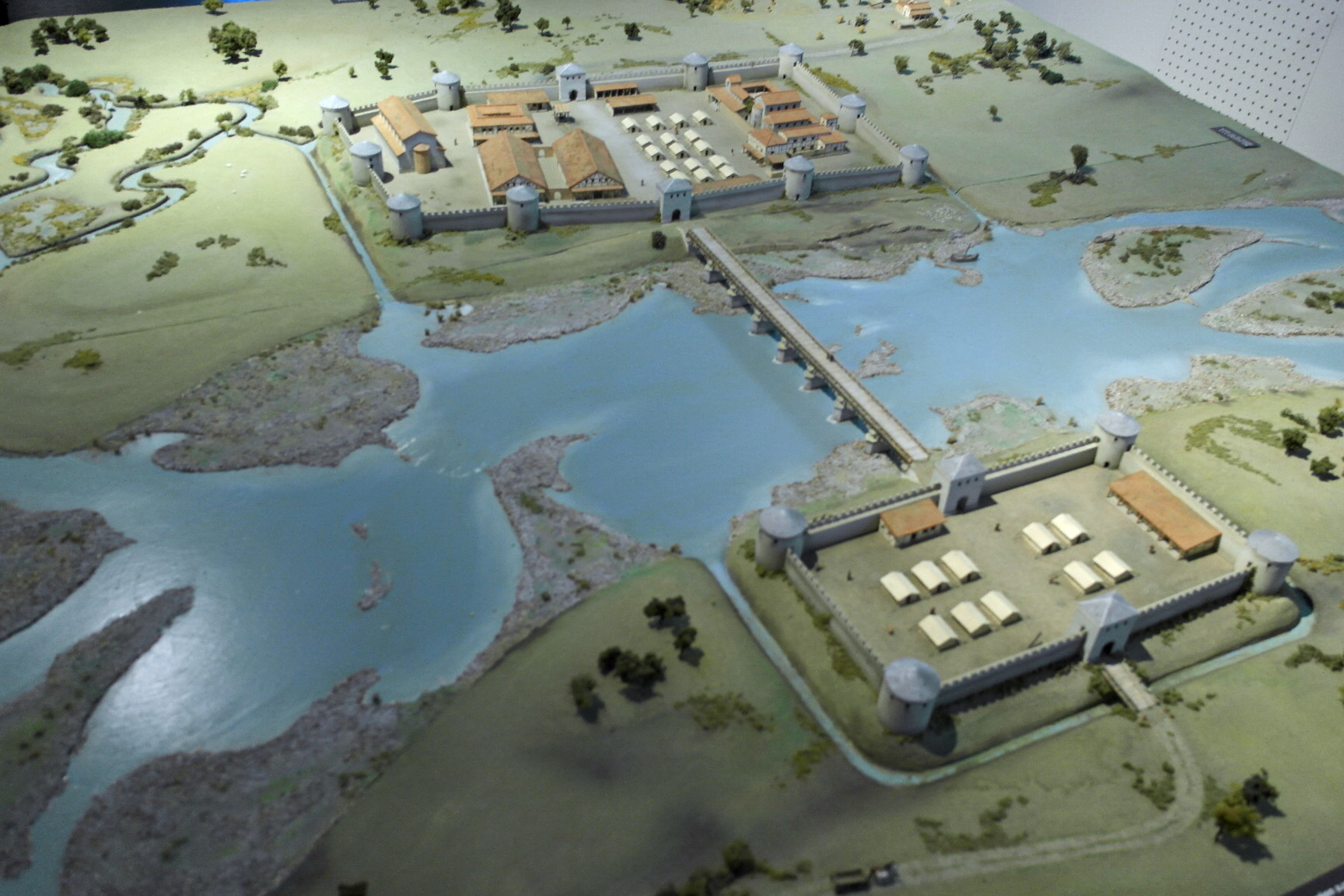
Maquette van het Romeins castellum en de Romeinse brug van Maastricht

Eveneens gericht op de vestingwerken, maar dan uit een eerdere periode in de geschiedenis van Maastricht, is de maquette van laat-Romeins Maastricht, gemaakt door Ferrie Schiffeleers. Door de onvolledigheid van het archeologisch onderzoek is ook deze maquette historisch niet geheel accuraat. Zo heeft Schiffeleers, naast het historisch aantoonbare Castellum van Maastricht op de linker Maasoever, ook een fort op de Wycker oever gebouwd, waarvoor geen bewijs voorhanden is. Desalniettemin wordt de maquette regelmatig tentoongesteld, omdat ze de relatie tussen het fort, de Maas en de Romeinse brug inzichtelijk maakt. Sinds 2023 vormt de maquette van Schiffeleers, even als de kopie van de Franse maquette, onderdeel van de vaste opstelling van het Maastricht Museum, op de eerste verdieping van het Centre Céramique.
Verder bestaan er tal van maquettes van individuele historische gebouwen in Maastricht, zoals de Sint-Servaasbasiliek (te zien in de kruisgang van de kerk), de Onze-Lieve-Vrouwebasiliek (in de schatkamer van de kerk en in Madurodam), de Sint-Martinuskerk (in het Cuypershuis in Roermond) en het Stadhuis van Maastricht (meerdere versies, onder andere in Museum Sjoen Limburg en in Mini-Europa in Brussel). Twee houten maquettes van het Bonnefantenmuseum (waarvan een halfopen, met zicht op het interieur) zijn gemaakt door Aldo Rossi en zijn in het door hem ontworpen museum te bewonderen.

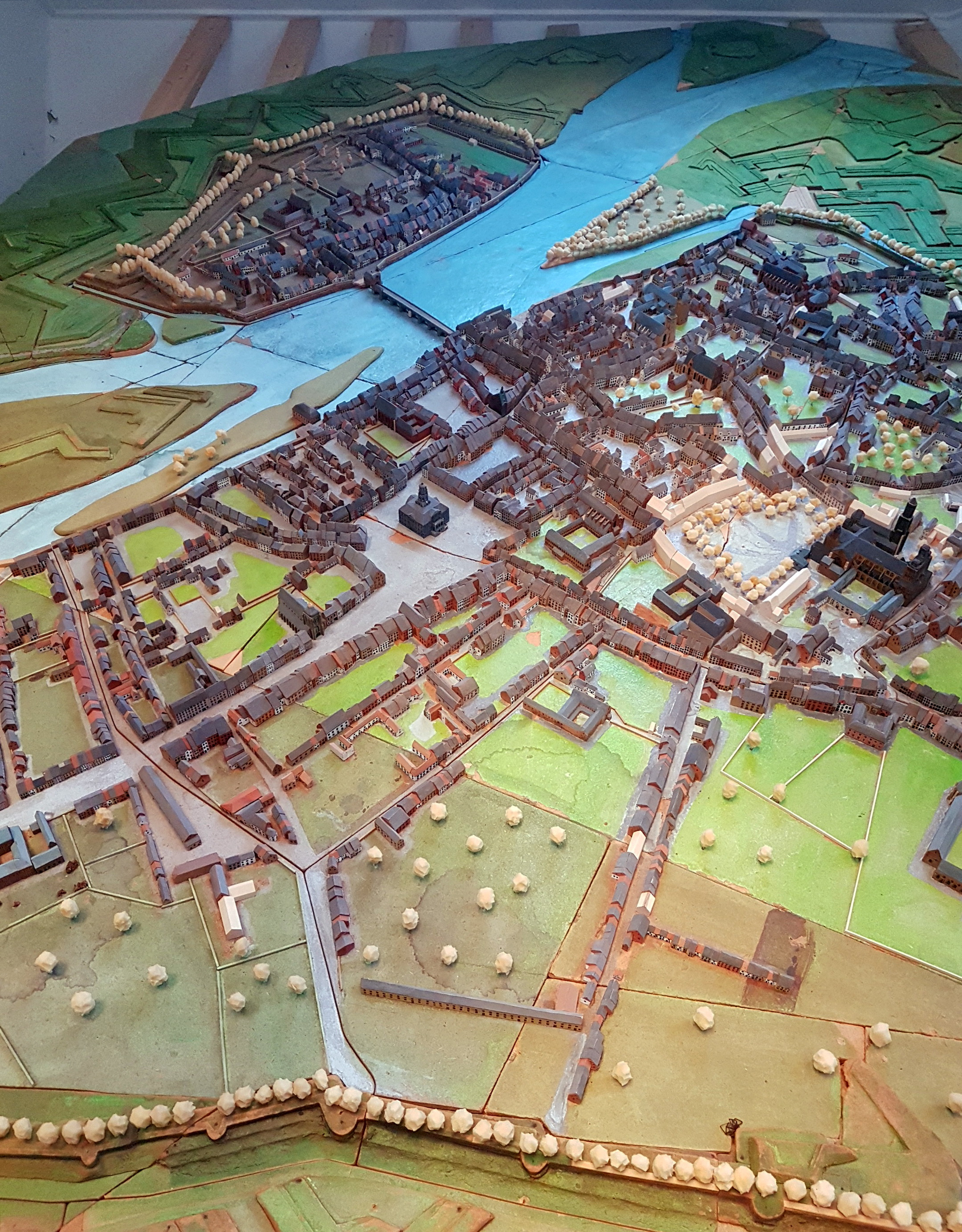
Maquette van Tagage
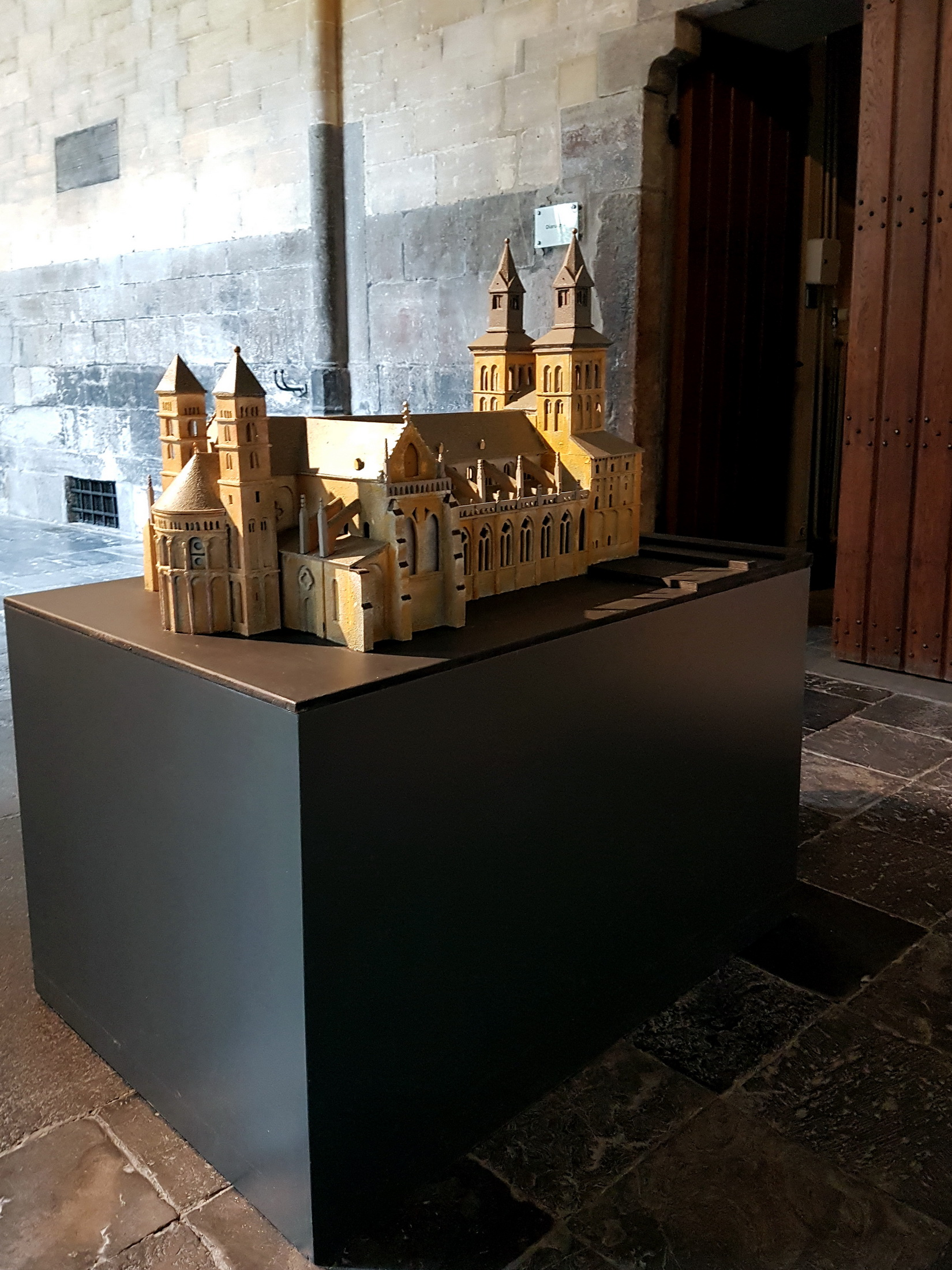
Sint-Servaasbasiliek
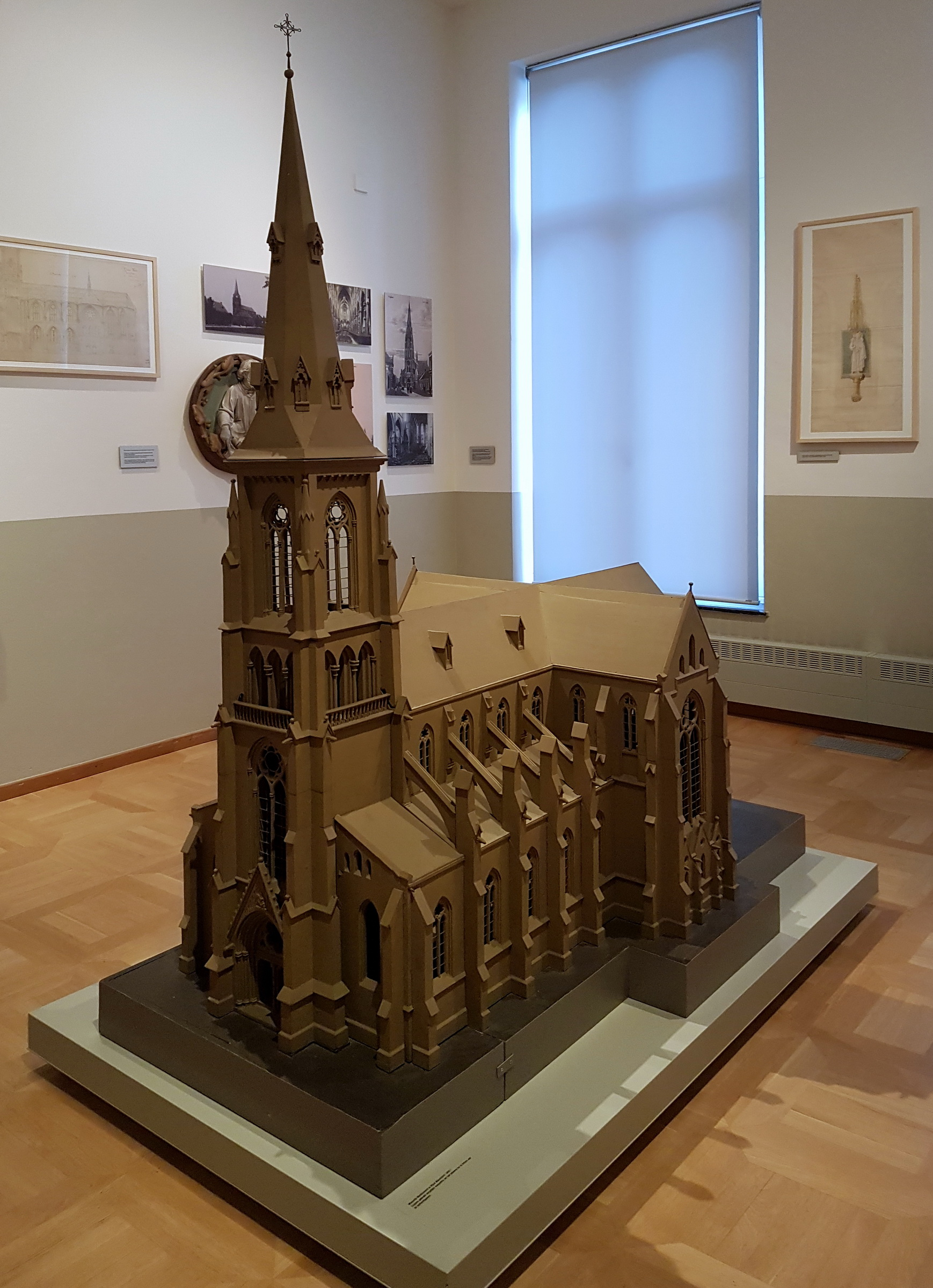
Sint-Martinuskerk
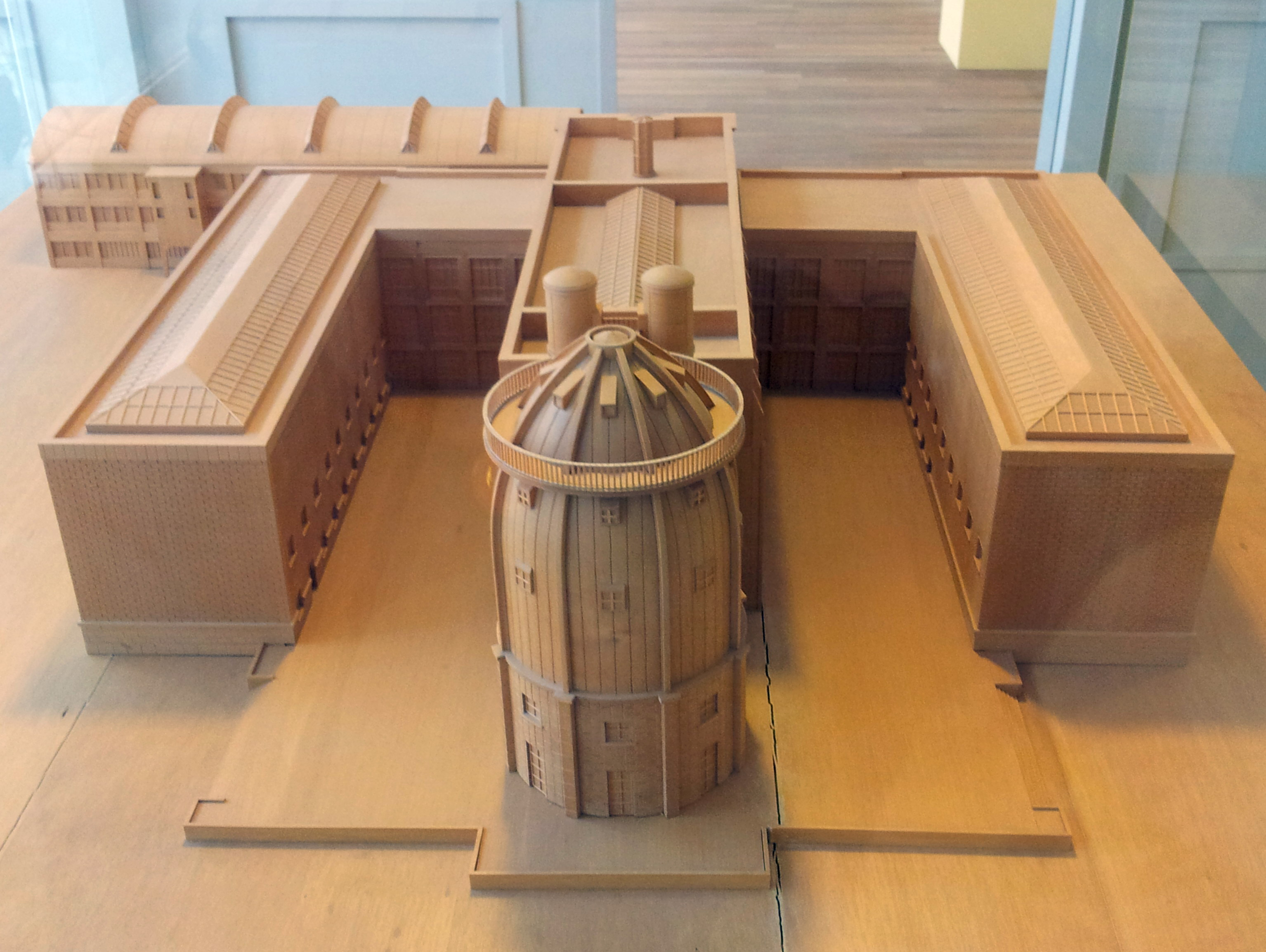
Bonnefantenmuseum

## Betekenis van de maquettes

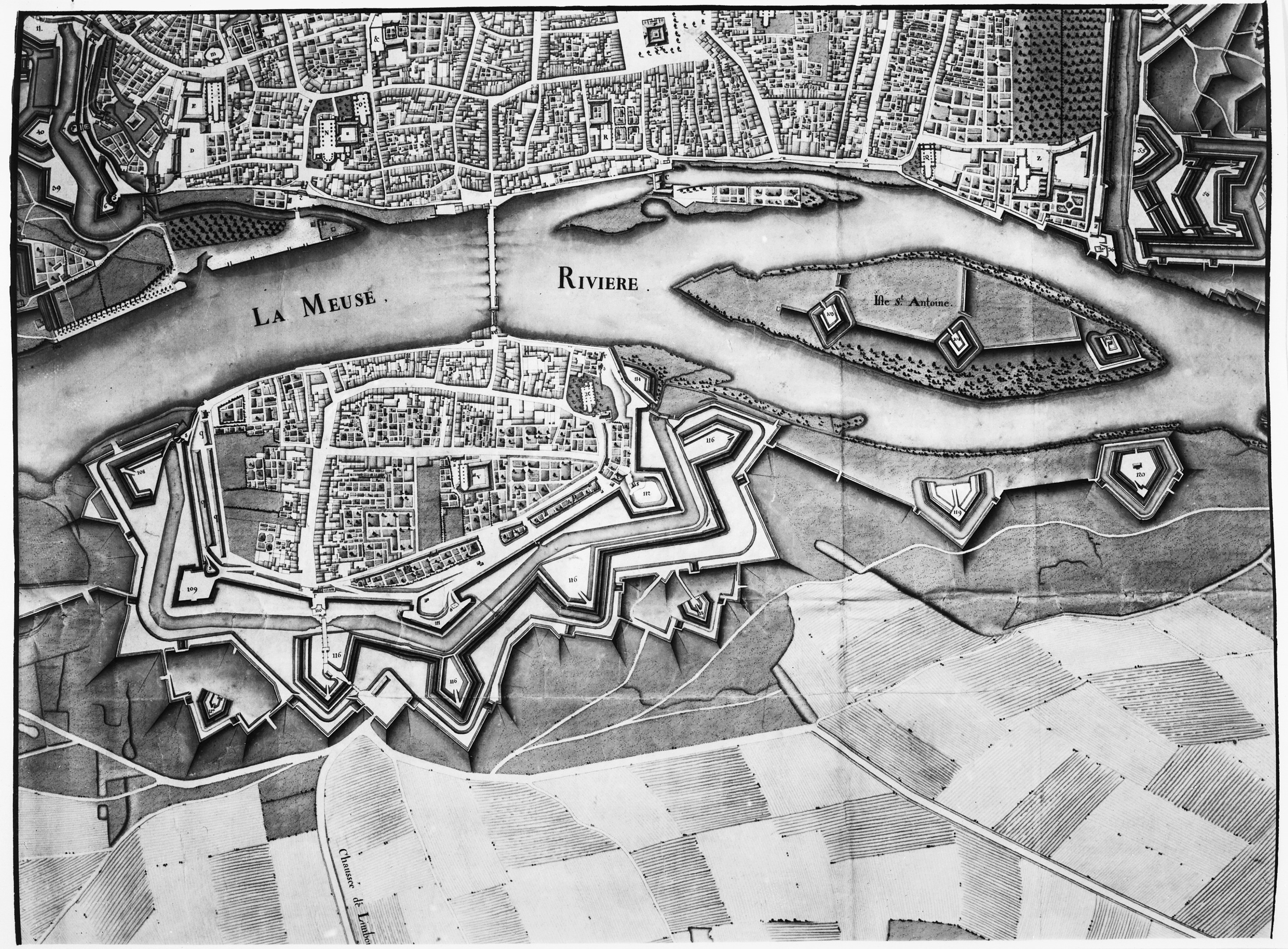
Kaart van Larcher d'Aubencourt met gedetailleerde informatie over Wyck, Maas, Maaseilanden en oostelijke binnenstad

De Franse maquette van Maastricht geeft zeer nauwkeurig de situatie weer in en rondom de vesting Maastricht in het midden van de achttiende eeuw. Elke straat, elk huis, elk vestingwerk en waarschijnlijk zelfs elke boom, werd door Larcher d'Aubencourt en zijn medewerkers gedetailleerd opgemeten en nagetekend en daarna minutieus op schaal nagebouwd. De zeer informatieve overzichtskaart van Maastricht is bewaard gebleven; de opmetingsgegevens en tekeningen van individuele gebouwen niet. De Franse maquette en de daaraan ten grondslag liggende plattegrond is daarmee een belangrijke bron van informatie voor de geschiedenis van Maastricht. Datzelfde geldt voor de twintigste-eeuwse kopie, hoewel in iets mindere mate, omdat deze gebouwd is naar foto's van het origineel. De maquette van de Stichting Maastricht 1867 heeft hetzelfde betekenis voor de negentiende-eeuwse situatie, in feite nóg gedetailleerder. Het nadeel van deze maquette is dat deze een in veel gevallen niet meer bestaande situatie weergeeft, waardoor voor gebouw, elk raam en elke schoorsteen historisch onderzoek moet worden gedaan.
Op alle maquettes is duidelijk het grote aantal kerken en kloosters te zien, dat Maastricht in die tijd telde, en waarvan er sindsdien een groot aantal zijn verdwenen. Ook is te zien dat een deel van de stad, met name de gronden die pas vanaf de veertiende eeuw binnen de stadswallen waren komen te liggen, onbebouwd was. In de buitengebieden springt het uitgebreide netwerk van vestingwerken met natte en droge grachten in het oog. Op de Sint-Pietersberg is het Fort Sint Pieter duidelijk te herkennen. In de Maas liggen het verdwenen Maasmoleneiland en het Sint-Antoniuseiland. Door de maquettes van 1750 en 1867 te vergelijken is te zien dat in de tweede helft van de achttiende eeuw en begin negentiende eeuw de ring van vestingwerken werd vernieuwd en uitgebreid, o.a. door de aanleg van de Linie van Du Moulin, de Nieuwe Bossche Fronten en het Fort Willem I.

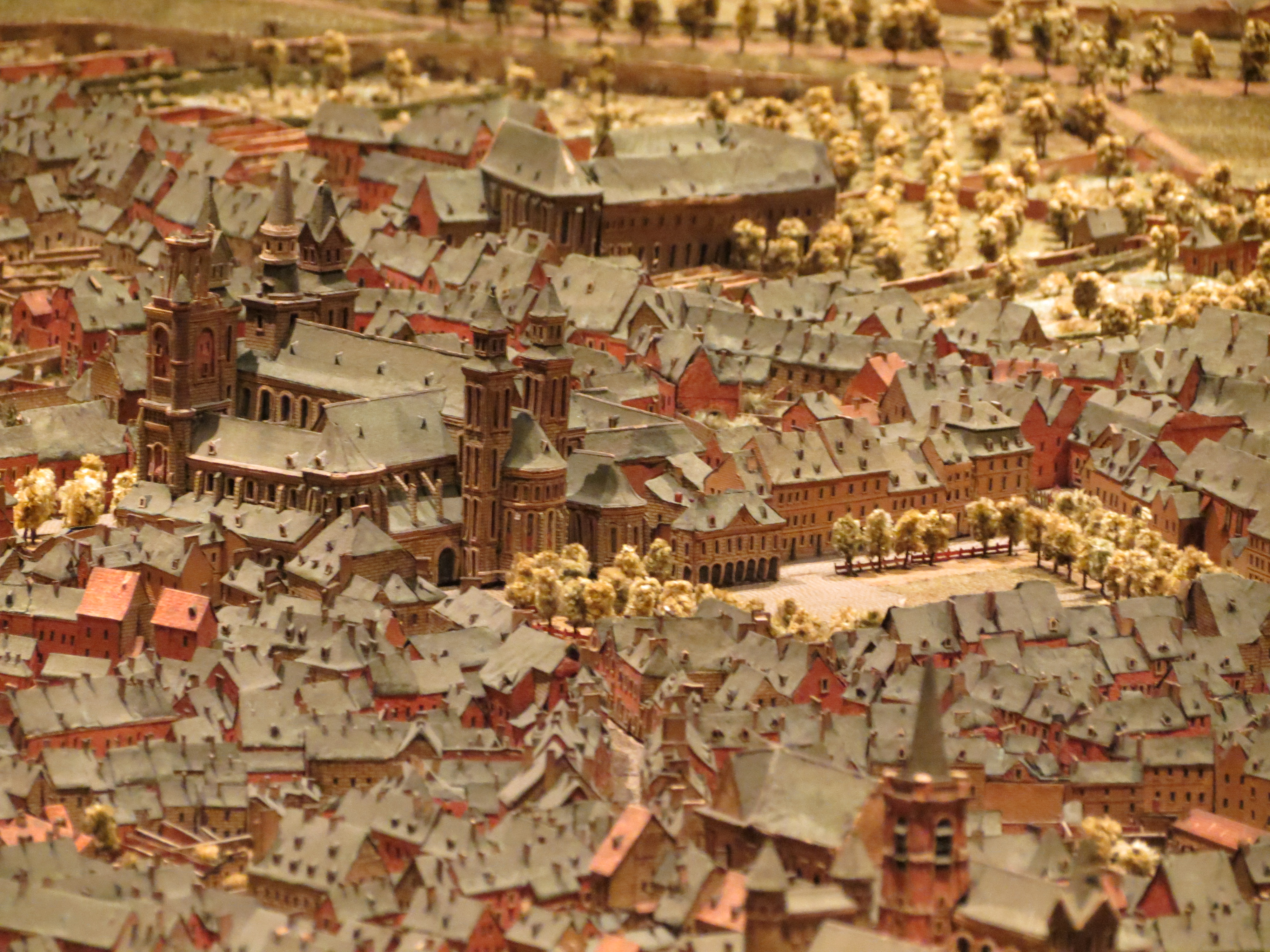
Middendeel Franse maquette met Vrijthof-omgeving
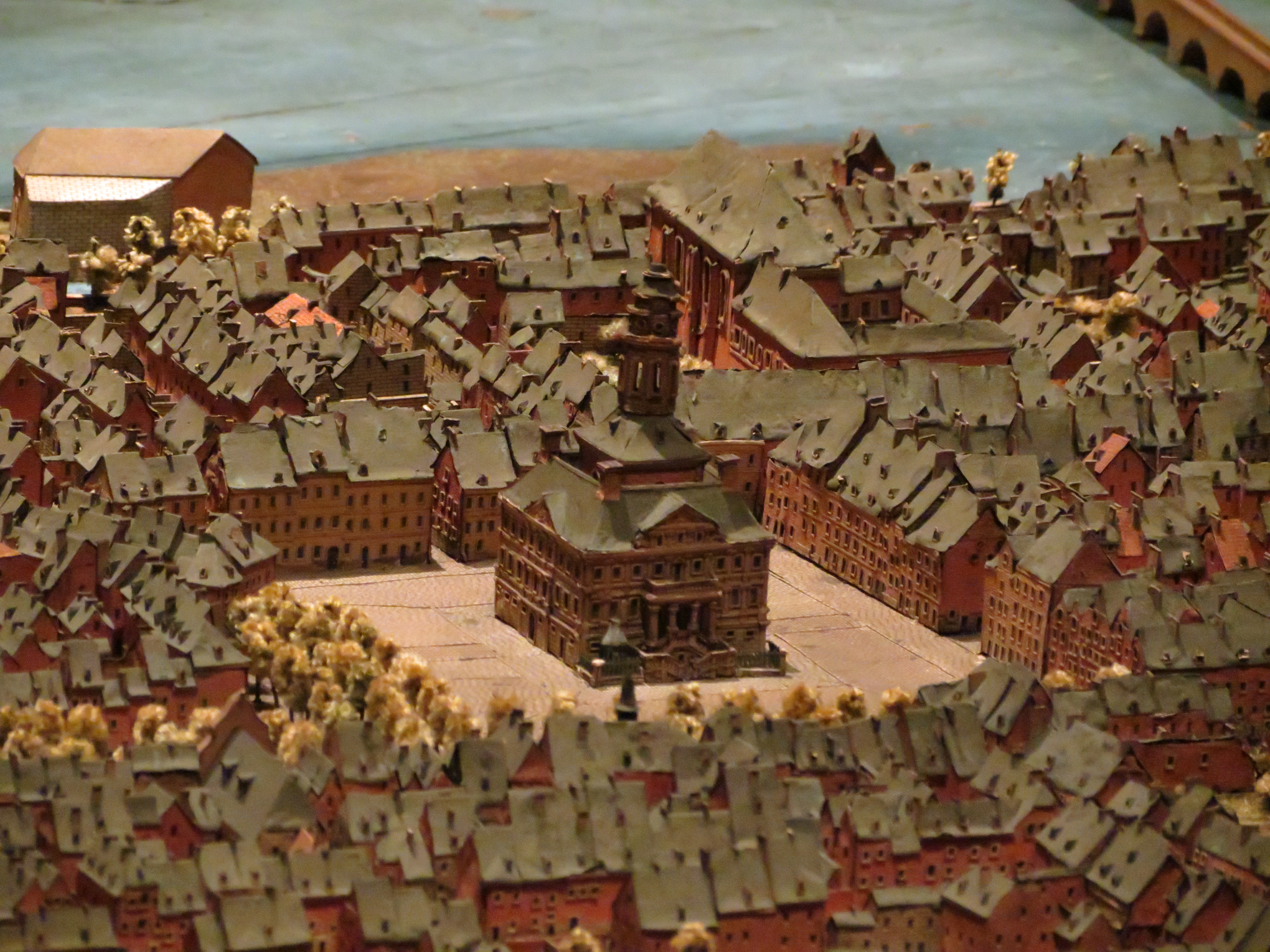
Detail van de Franse maquette: Markt en stadhuis
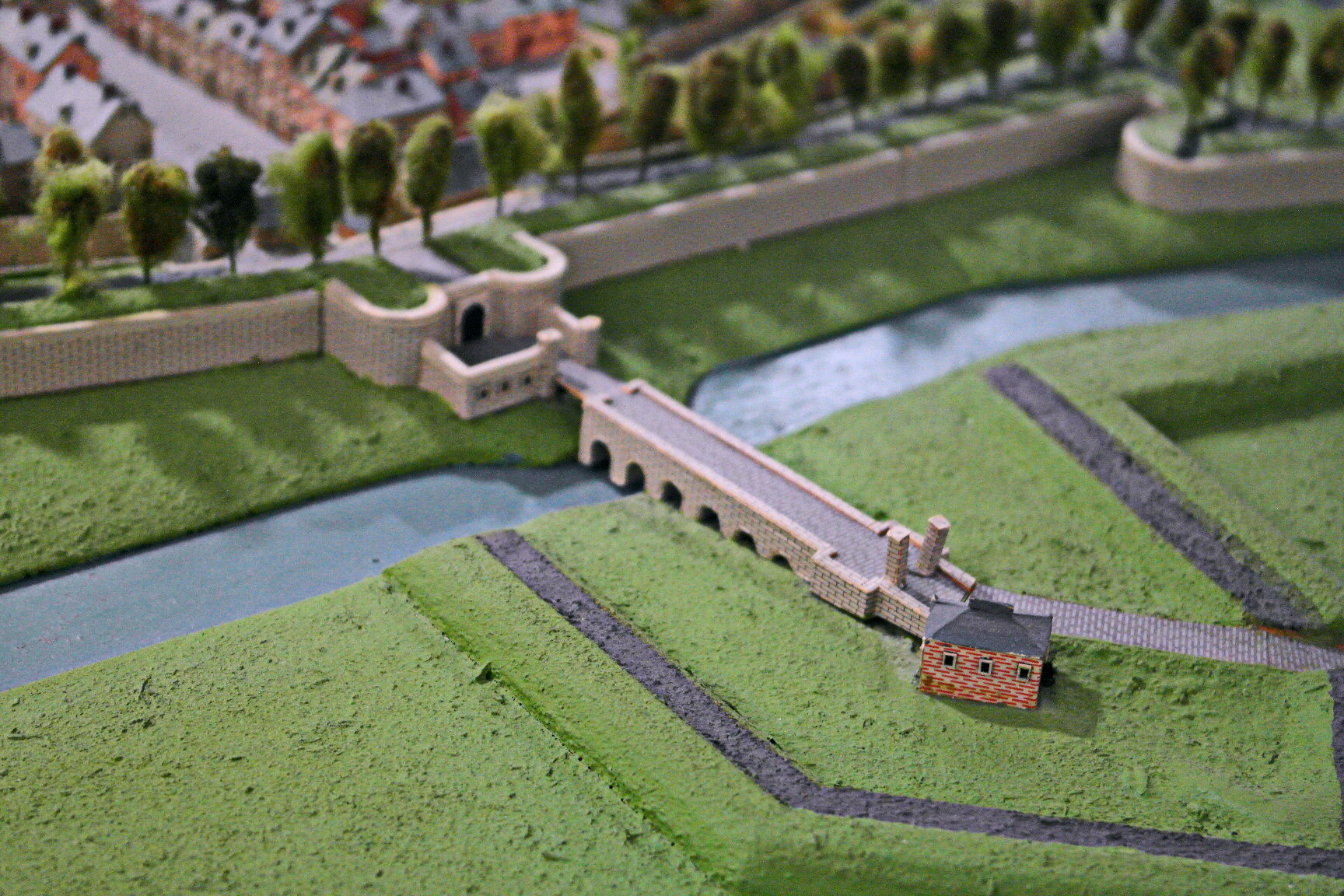
Detail van de kopie: Duitse Poort en Hoogbrugge in Wyck
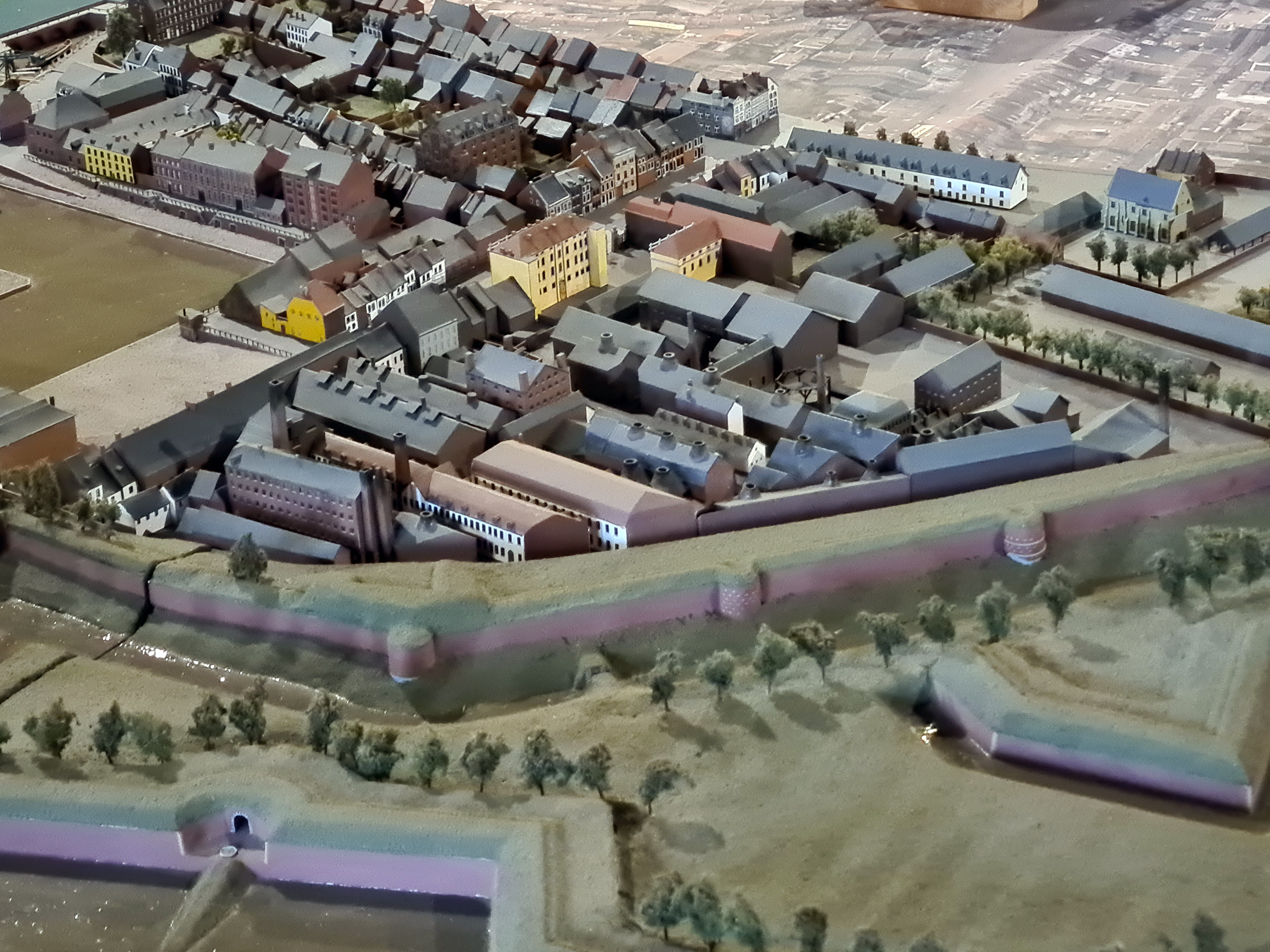
Deel maquette Maastricht 1867 met fabrieken Petrus Regout